# Chung Il-kwon

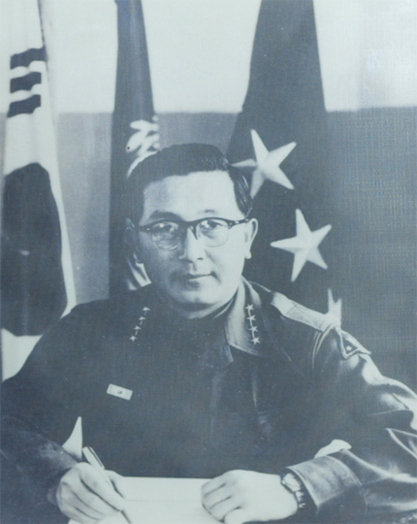
Chung Il-kwon (1954)

Chung Il-kwon (* 21. November 1917 in Kankyō-hokudō, damaliges Japanisches Kaiserreich, heutiges Nordkorea; † 17. Januar 1994 in Seoul, Südkorea) war ein südkoreanischer Militär (zuletzt General) und Politiker.
Nahezu während des gesamten Koreakriegs befehligte er die südkoreanischen Truppen, auch während der wichtigen UN-Invasion von Incheon (Operation Chromite) im Jahr 1950.
Nachdem er von 1961 bis 1963 zunächst zweimal südkoreanischer Botschafter in den Vereinigten Staaten gewesen war, wurde er am 17. Dezember 1963 zum Außenminister ernannt (diesen Posten behielt er bis zum 24. Juli 1964). Von Mai 1964 bis Dezember 1970 bekleidete er das Amt des Premierministers, parallel dazu war er vom 17. Dezember 1966 bis zum 29. Juni 1967 erneut Außenminister.
Bekannt wurde er auch durch seine Verstrickung in den Koreagate-Skandal.